# Brian Sicknick

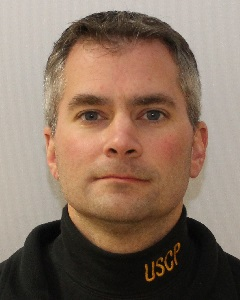
Brian D. Sicknick

Brian David Sicknick (* 30. Juli 1978 in New Brunswick, New Jersey; † 7. Januar 2021 in Washington, D.C.) war ein Polizist der United States Capitol Police, der als einziger Polizist in unmittelbarer zeitlicher Nähe zu seinem Einsatz bei dem Sturm auf das Kapitol in Washington im Januar 2021 starb. Da lange von einer Verletzung durch die Aufständischen als Todesursache ausgegangen wurde, wurden Sicknick mehrere große Ehrungen zuteil. Gemäß der später veröffentlichten offiziellen Untersuchungsergebnisse wurde Sicknick allerdings nicht verletzt, sondern erlitt einen zweifachen Schlaganfall, an dem er starb. Der Gerichtsmediziner stufte seinen Tod als natürlich ein, er schloss allerdings nicht aus, dass die Ereignisse am Kapitol zum Tod des Polizisten beigetragen haben könnten. Sicknick sei unter den Beamten gewesen, die sich mit dem Mob auseinandersetzten und all das habe in Bezug auf seinen Zustand eine Rolle gespielt. Die Capitol Police erklärte, sie akzeptiere die Ergebnisse des Gerichtsmediziners, „aber das ändert nichts an der Tatsache, dass Officer Brian Sicknick in Ausübung seiner Pflicht starb, als er mutig den Kongress und das Kapitol verteidigte“.

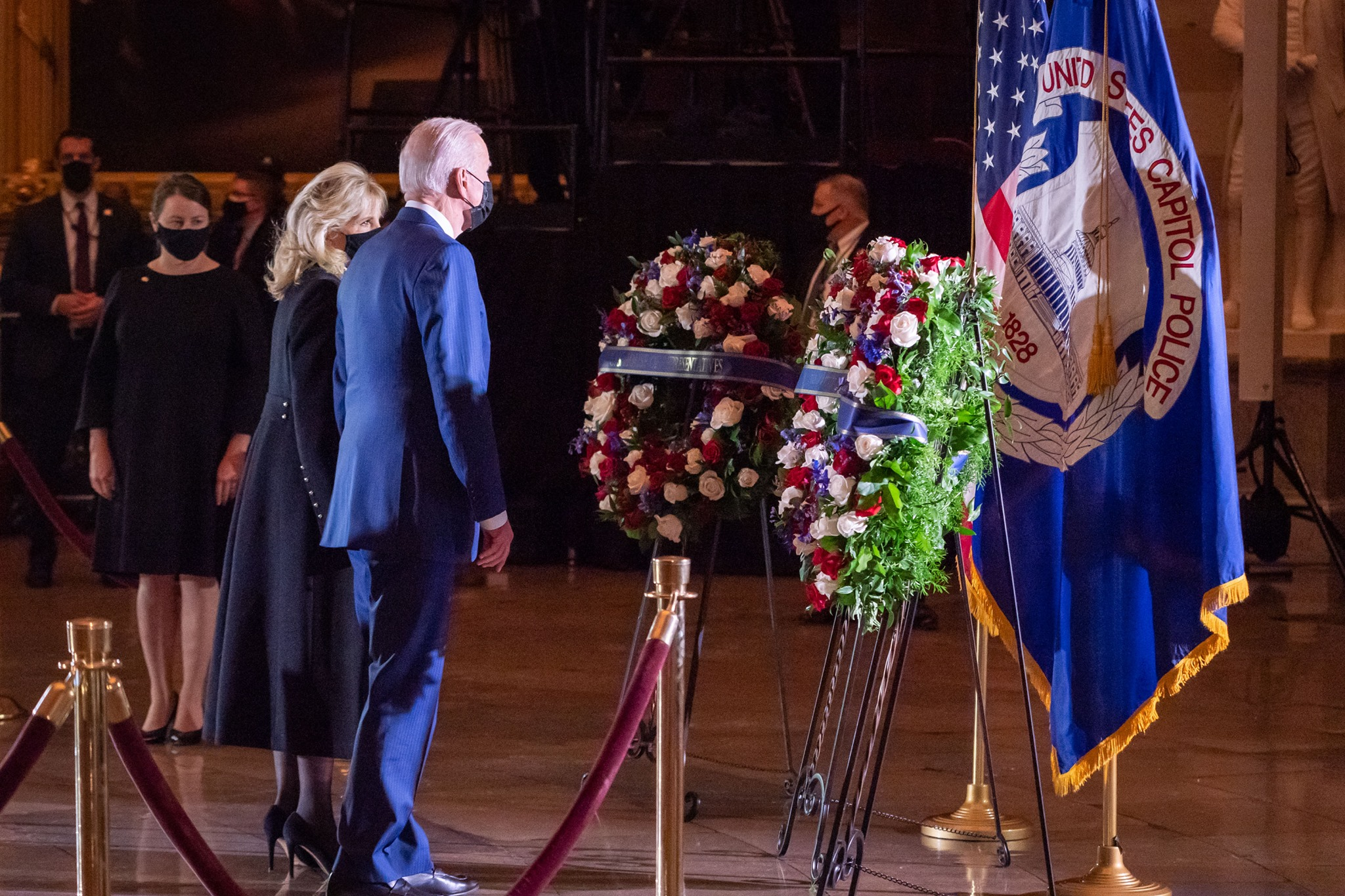
Präsident Joe Biden und First Lady Jill Biden zollen Brian Sicknick Respekt

Der seit 2008 zur USCP-Einheit gehörende Sicknick, zuletzt am 6. Januar im Erstehilfeeinsatz tätig, kehrte in das Büro seiner Einheit zurück und kollabierte dort. Er wurde in ein Krankenhaus gebracht, wo er am 7. Januar starb. Zunächst wurde berichtet, dass Sicknick mit einem Feuerlöscher geschlagen worden sei, was aber später als unwahrscheinlich galt. Zudem wurde Sicknick mit Pfefferspray ins Gesicht gesprüht, wogegen er allerdings gemäß der forensischen Untersuchungen keine Allergie hatte und was daher ebenso als Todesursache ausgeschlossen wurde.
Am 29. Januar 2021 kündigten Nancy Pelosi und Chuck Schumer an, dass Sicknick mit einer Ehrenwache aus Kollegen der United States Capitol Police im Kapitol aufgebahrt wird. Am Abend des 2. Februar 2021 nahmen Präsident Joe Biden und seine Frau neben vielen republikanischen und demokratischen Abgeordneten aus beiden Kongresskammern an der Zeremonie teil. Sicknick ist, abgesehen von verdienten Politikern, die fünfte Person, der diese Ehrung zuteilwurde – nach Billy Graham, Rosa Parks sowie den beiden 1998 im Dienst erschossenen Kapitolspolizisten Jacob Chestnut und John Gibson.